# Polferries

Bandiera della Polska Żegluga Bałtycka (Polferries)

La Polska Żegluga Bałtycka, più comunemente nota come Polferries, è la compagnia di navigazione statale polacca.

## Storia
Fondata a Varsavia il 31 gennaio 1976 dal Ministero degli esteri polacco, opera nei collegamenti tra Polonia, Svezia e Danimarca con una flotta di quattro traghetti 
Dall'autunno del 2009 il Ministero del Tesoro polacco ha cercato di vendere le azioni della società. Inizialmente senza grandi risultati, nella seconda metà del 2010 vennero avviate delle trattative con la compagnia di navigazione danese DFDS. Tuttavia l'operazione fallì.

## Flotta[3]
| Tipo   | Traghetto | Stazza (t.s.l.) | Lunghezza (m) | Passeggeri | Capacità di carico    | Velocità in nodi | Anno di costruzione | Note                                                 | Immagine |
| ------ | --------- | --------------- | ------------- | ---------- | --------------------- | ---------------- | ------------------- | ---------------------------------------------------- | -------- |
| Ro-Pax | Wawel     | 25.122          | 163,51        | 1000       | 2.100 m.l.            | 21,5             | 1980                |                                                      |          |
| Ro-Pax | Mazovia   | 25.996          | 168,15        | 1000       | 800 auto o 2.400 m.l. | 21               | 1996                |                                                      |          |
| Ro-Pax | Cracovia  | 24.813          | 180           | 550        | 2.196 m.l.            | 22,8             | 2002                | In noleggio a Nouris El Bahr Ferries                 |          |
| Ro-Pax | Nova Star | 27.744          | 161           | 1215       | 400 auto o 1.500 m.l. | 19               | 2011                |                                                      |          |
| Ro-Pax | Varsovia  | 41.878          | 216,60        | 920        | 149 auto o 2.563 m.l. | 22               | 2024                | Noleggiato a lungo termine da Visemar di Navigazione |          |

## Flotta del passato
| Traghetto     | Stazza (t.s.l.) | Anni di servizio per Polferries | Stato attuale                                    | Immagine |
| ------------- | --------------- | ------------------------------- | ------------------------------------------------ | -------- |
| Visborg       | 1.676           | 1965-1965 (noleggio)            | Demolito a Napoli nel 1968 come NuovoMondo       |          |
| Gryf          | 4.375           | 1967-1981                       | Demolito ad Aliağa nel 2003 come Agi             |          |
| Mazowsze      | 1.013           | 1969                            | Demolito ad Hamina nel 1983                      |          |
| Skandynawia   | 2.825           | 1970-1981                       | Demolito ad Hong Kong nel 2002 come Sheng Hang 8 |          |
| Wawel         | 3.801           | 1971-1988                       | Demolito ad Aliağa nel 2004 come Scutari IV      |          |
| Thjelvar      | 2.990           | 1974-1977 (noleggio)            | Demolito ad Aliağa nel 2003 come Delfini         |          |
| Gotland       | 13.085          | 1974-1975 (noleggio)            | Attuale Queen Rinas per Tarco Air Cargo Services |          |
| Wilanow       |                 |                                 |                                                  |          |
| Finnhansa     |                 |                                 |                                                  |          |
| Aallotar      |                 |                                 |                                                  |          |
| Pomerania     | 12.087          | 1978-2011                       | Demolito ad Alang nel 2014 come Dalmatia         |          |
| Regina        |                 |                                 |                                                  |          |
| Rogalin       |                 |                                 |                                                  |          |
| Silesia       | 10.553          | 1979-2005                       | Attuale Galaxy per A-Ships Management            |          |
| Edda          |                 |                                 |                                                  |          |
| Lancut        |                 |                                 |                                                  |          |
| Puck          |                 |                                 |                                                  |          |
| Elbag         |                 |                                 |                                                  |          |
| Nieborow      |                 |                                 |                                                  |          |
| Codan Marine  |                 |                                 |                                                  |          |
| Parseta       |                 |                                 |                                                  |          |
| HSC Boomerang |                 |                                 |                                                  |          |
| Gute          |                 |                                 |                                                  |          |
| Kahleberg     |                 |                                 |                                                  |          |
| Scandinavia   | 23.842          | 2003-2015                       | Attuale Rigel II per Ventouris Ferries           |          |
| Baltivia      | 9.066           | 2006-2024                       | Attuale Dioscuria per E60 Shipping Line LLC      |          |

## Rotte[4]
| Rotta                        | Traghetto         | Durata | Frequenza     |
| ---------------------------- | ----------------- | ------ | ------------- |
| Ystad-Copenaghen-Świnoujście | Mazovia/Varsovia/ | 7 ore  | bigiornaliera |
| Danzica-Nynäshamn            | Wawel/Nova Star   | 18 ore | giornaliera   |